# Cytisus nigricans
Cytisus nigricans là một loài thực vật có hoa trong họ Đậu. Loài này được (L.) Griseb. mô tả khoa học đầu tiên.

## Hình ảnh

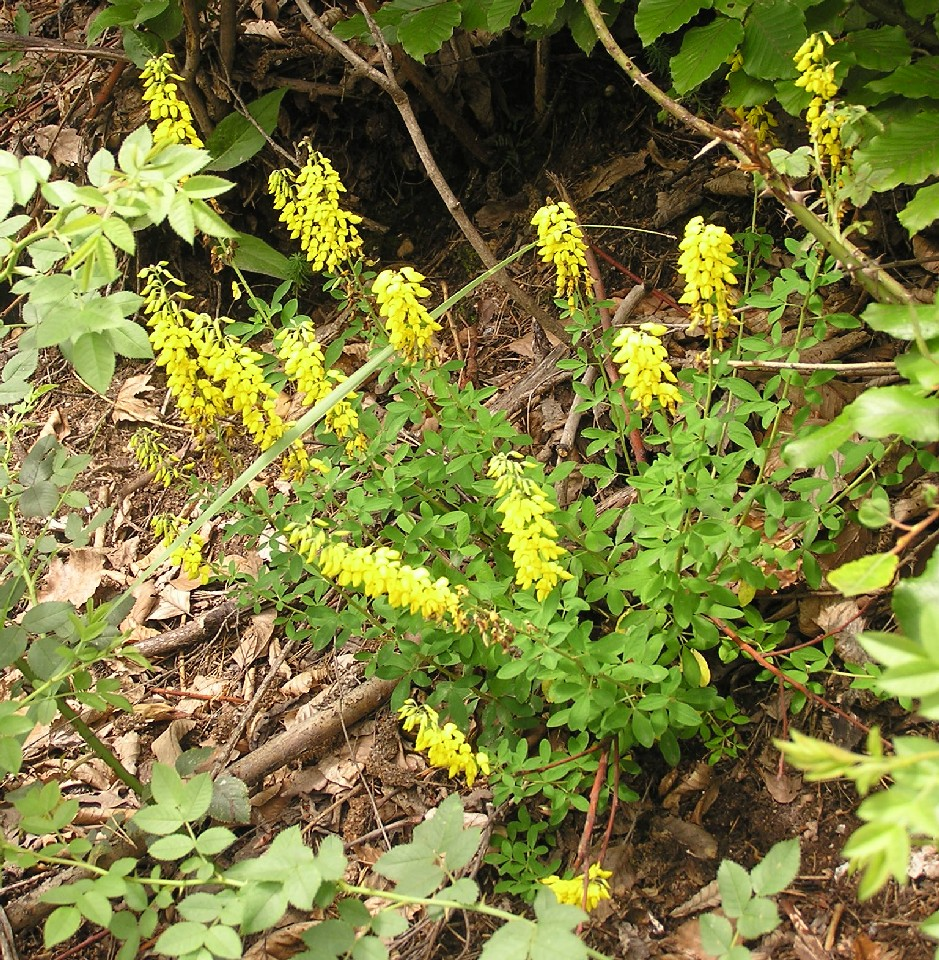
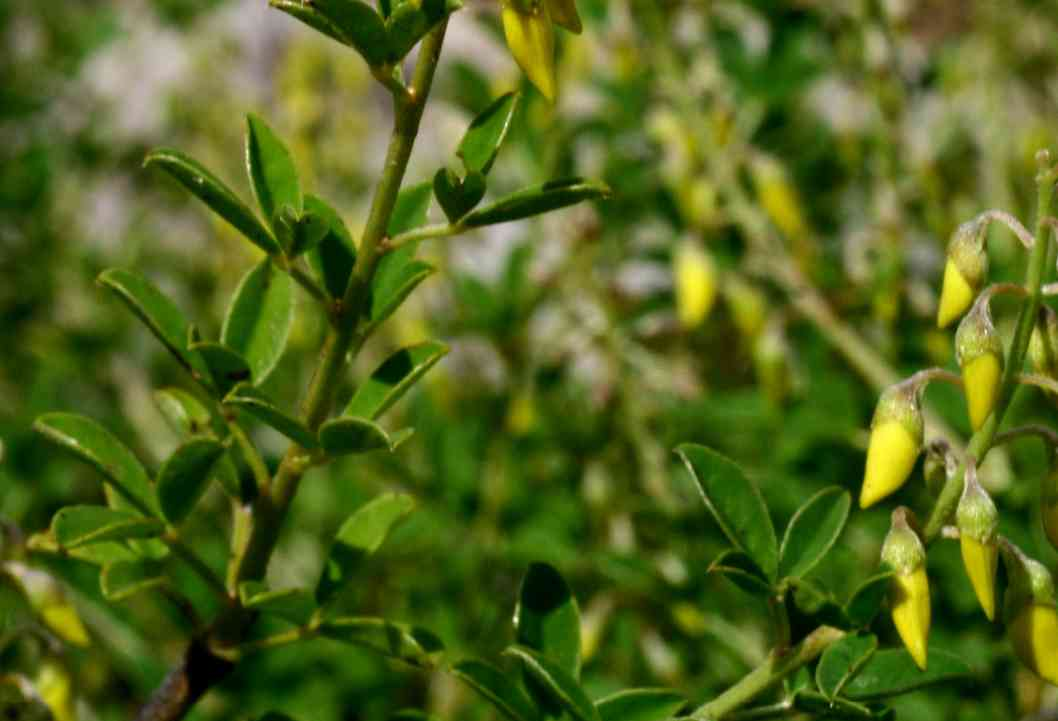
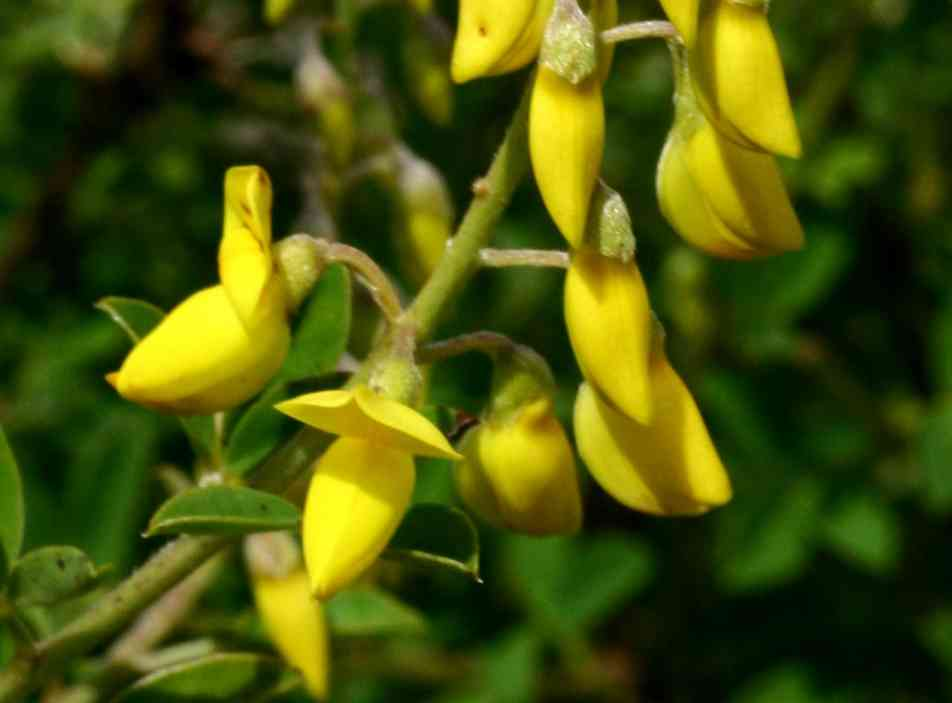
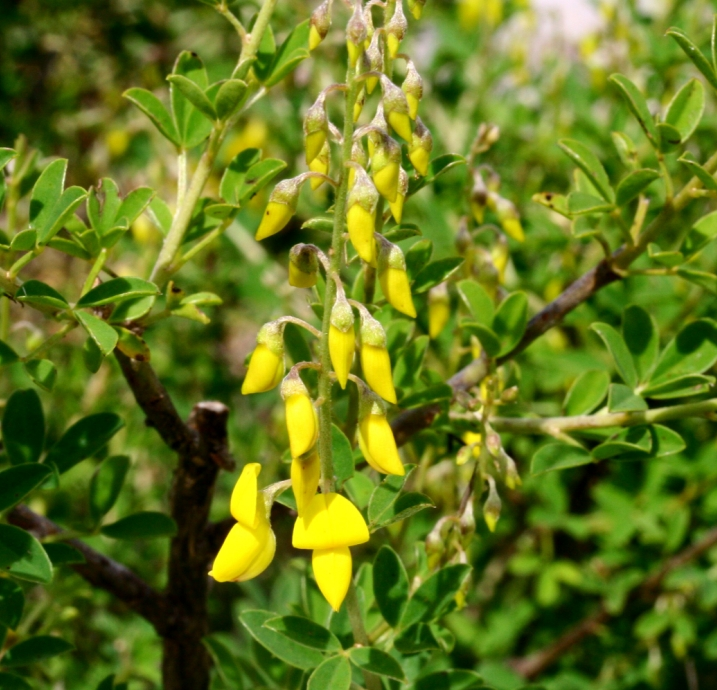